# 北中島村
北中島村（きたなかじまむら）は、大阪府西成郡にあった村。現在の大阪市淀川区北東部および東淀川区西部にあたる。

## 地理
- 神崎川

## 歴史
中島の地名は神崎川と大川に挟まれた地域を指し、このうち中津川（おおむね新淀川）以南を南中島、同以北の上流側（東部）を上中島、下流側（西部）を下中島と称した。当地域は下中島の北部に位置する。

### 沿革
- 承応年間 - 西成郡南宮原村より宮原新家村が分村。
- 1883年（明治16年） - 西成郡南宮原村より東宮原村が分村。
- 1889年（明治22年）4月1日 - 町村制施行により、西成郡十八条村、蒲田村、宮原新家村、南宮原村、東宮原村、北宮原村が合併して北中島村が発足。大字蒲田に村役場を設置。
- 1925年（大正14年）4月1日 - 大阪市に編入され、東淀川区十八条町、三国町、三国本町、南宮原町、日之出町、宮原町となる。
- 1958年（昭和33年） - 東三国町、西三国町、西宮原町の新町名が起立し、東海道本線以東が西淡路町の一部となる。
- 1974年（昭和49年）7月22日 - 分区により、旧村域の大半（東海道本線以西）が淀川区の一部となる。

## 交通

### 鉄道路線
- 阪神急行電鉄（現・阪急電鉄）
  - 宝塚線（現・阪急宝塚本線）
    - 三国駅

現在は上記の他にJR西日本東海道本線の東淀川駅、JR西日本東海道本線・山陽新幹線・おおさか東線・JR東海東海道新幹線・Osaka Metro御堂筋線の新大阪駅、Osaka Metro御堂筋線の東三国駅が所在するが、当時はいずれも未開業。